# Чухна

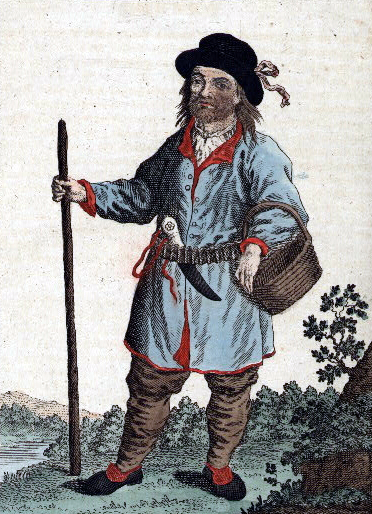
Чухонский мужик

Чухна́ (чухо́нцы) — устаревший этноним прибалтийско-финских народов в новгородских землях (весь, сету, ижора, ливвики и прочие).
Впервые упоминается в Псковской второй летописи под 1444 год в форме «чухно». Позднее, в Российской империи — народное название карело-финского населения окрестностей Петербурга, в основном ингерманландцев; в более широком смысле, название всех финно-угорских народов.

## Этимология
Согласно словарю Фасмера, слово образовано от этнонима «чудь» путём прибавления экспрессивного суффикса «-хно» (по аналогии с собственными именами «Михно» — «Михаил», «Яхно» — «Яков», «Дахно» — «Даниил», «Махно» — «Максим», «Ивахно» — «Иван»).

## Описание
Этноним употреблялся и в официальных документах империи, но единообразия не было, поскольку уже слово «чудь» могло обозначать разные группы: финны и чудь могли быть синонимами, но могли и разбиваться на «чудь в пространном смысле» и «карелов», при этом первая группа делилась на «чудь/чухарей в тесном смысле» и водь/эстов — «чухну». По Л. В. Выскочкову, «водь» — это «чудь».
От термина происходит также «Чухляндия» — место, где живут чухны. А. С. Пушкин в переписке с А. А. Дельвигом называл так Петербургскую губернию (по другим данным сам город Петербург).

По мшистым, топким берегам
Чернели избы здесь и там,
Приют убогого чухонца; — Александр Пушкин, «Медный всадник»
Близко знакомый с Пушкиным В. И. Даль, в своём Толковом словаре, определяет слово как петербургское прозвание пригородных финнов. Заинтересовавшись этнографией чухонцев, В. И. Даль написал очерк «Чухонцы в Питере». В нём он отметил в частности, что чухонки составляют большинство кухарок, но чухонцев не найти ни среди сидельцев, ни среди разносчиков и особо подчёркивает честность этого народа.
Характерная черта стереотипного чухонца — пьянство: «Сначала чухонец требует выпивку, потом выпивка требует выпивки, потом выпивка требует чухонца». В то же время В. И. Даль в своей статье отмечал, что «чухон отнюдь нельзя назвать пьяницами, но напротив, народом весьма трезвым».